# Sīkrags
Sīkrags (livisch Sīkrõg, deutsch Salismünd, andere Namen: Sīkraga, Sikraguciems, Sikrag, Sīkraguciems, Sikraga, Sikragutsiyems) ist ein Dorf in der Gemeinde Kolka im Bezirk Talsi am Ufer der Irbenstraße. Der Ort liegt an der Mündung des Baches Ķikans zwischen der P 113 und der Küste, 26 km vom Gemeindezentrum Kolka, 20 km von Dundaga (deutsch Dondangen) und 171 km von Riga entfernt.
Sīkrags ist eine der ältesten livischen Siedlungen an der kurländischen Küste der Ostsee, die bereits 1387 in Dokumenten als Dorf erwähnt wurde. Im 17. Jahrhundert, als das Dorf den Adligen Maideļi von Dundaga gehörte, wurde Sīkrags zu einem der wichtigsten kleinen Häfen an der Küste Nordkurlands. Ende des Jahrhunderts hatte das Dorf große Lagerhäuser sowie ein Seemannsheim. Die Hafenanlagen von Sīkrags stellten zu Beginn des 18. Jahrhunderts aufgrund des Großen Nordischen Krieges und des wirtschaftlichen und politischen Niedergangs des Herzogtums Kurland den Betrieb ein.
Bis 1963 überquerte westlich des Ortes (Lage) die Schmalspurbahnlinie Ventspils (deutsch Windau) – Mazirbe (livisch Irē, Piški Īra, deutsch Klein-Irben) – Stende (deutsch Stenden) den Ķikans. Im Ersten Weltkrieg wurde die Region 1915 von deutschen Truppen besetzt. Sie ließen zur besseren Verkehrsanbindung diese Schmalspurbahn nach Stende bauen, wo diese auf die Hauptstrecke traf. Der Leuchtturm Sīkrags befindet sich am westlichen Rand der Ortschaft.

## Architekturdenkmäler
Das Dorf Sīkrags ist ein städtebauliches Denkmal von nationaler Bedeutung. Es enthält etwa zwanzig Gehöfte, von denen einige (im Nordwesten) staatlich geschützt sind:
- Jaunkliavai Wohnhaus (≈1900);
- Ensemble aus mehreren Gebäuden (≈1930) einschließlich das Haus des livischen Dichters Pētõr Damberg
- Kilasidami Wohnhaus (1892);
- Komplex von Fischerhäusern in Vinamegai, Baznyckalnai, Vecvalka.

## Persönlichkeiten
Im Dorf geboren:
- Pētõr Damberg (livisch Pētõr Alfred Damberg, 1909–1987), livonischer Linguist, Dichter, Lehrer. Das Lesebuch der Muttersprache von Damberg war 60 Jahre lang das bedeutendste Werk aus dem Livisch gelernt wurde.[5]
- Hilda Cerbaha-Gryva (1910–1984), Musikerin und Dirigentin des livischen Folklore-Ensembles Kāndla in Ventspils.[6][7][8]
- Elfrīda Virgīnija Cerbaha-Žagarė (1914–2001), Mitautorin des lettisch-livischen Sprachführers.
- Irmgarde Matilde Cerbaha (1921–17. März 2020), Livonische Sängerin und Autorin[9]